# روس إروين
روس إروين (بالإنجليزية: Ross Irwin)‏ هو لاعب كرة قدم أمريكي، ولد في 9 مايو 1960. لعب مع نادي فارم تاون.